# Plewnik Pierwszy
Plewnik Pierwszy [pronunciación en polaco: /ˈplɛvnik ˈpjɛrfʂɨ/] es un pueblo ubicado en el distrito administrativo de Gmina Wartkowice, dentro del Distrito de Poddębice, Voivodato de Łódź, en Polonia central. Se encuentra aproximadamente a 5 kilómetros al sur de Wartkowice, a 7 kilómetros al noreste de Poddębice, y a 35 kilómetros al noroeste de la capital regional Łódź.